# 法乌努斯

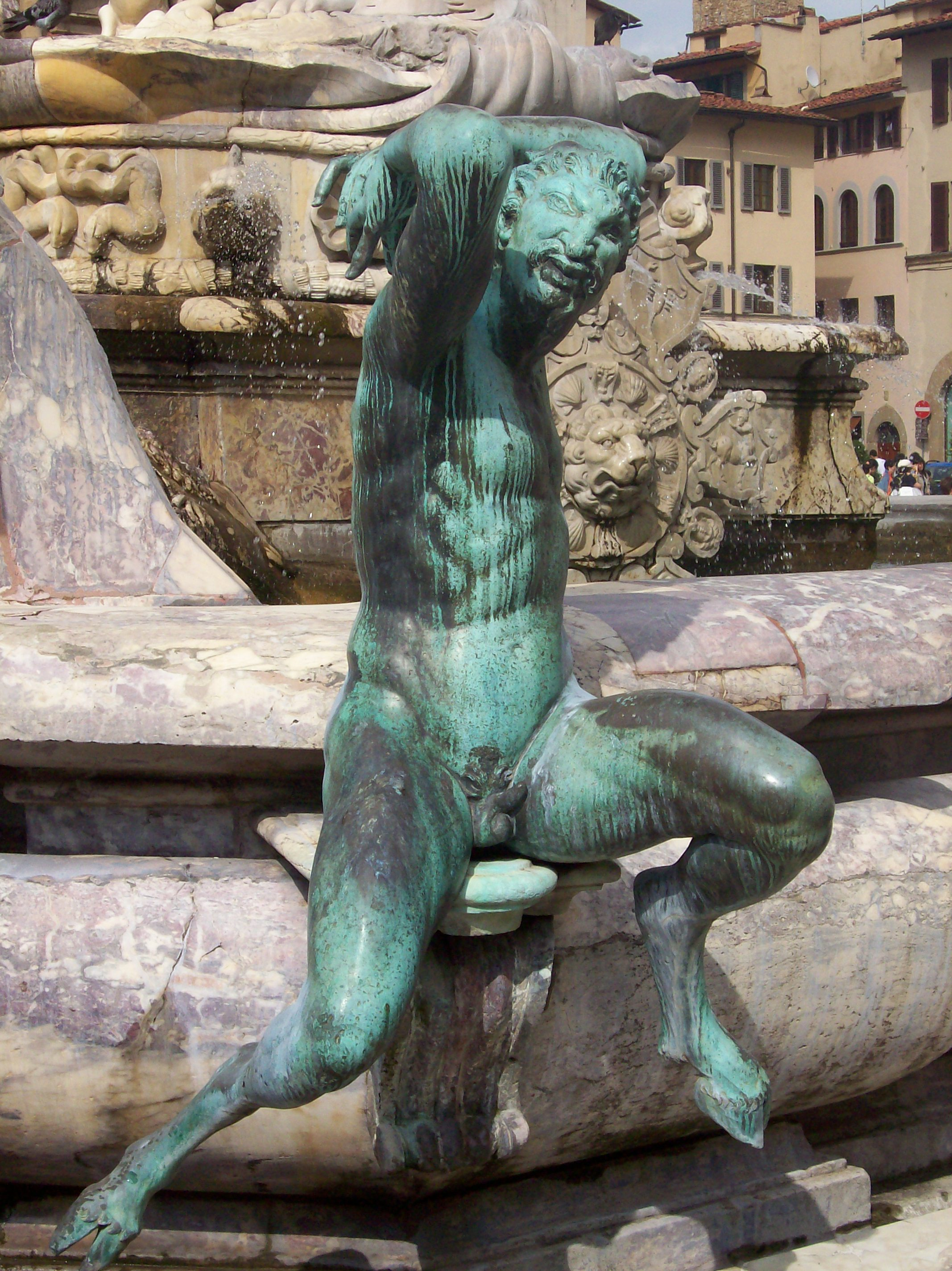
意大利佛羅倫斯海王噴泉側的法乌努斯塑像

法乌努斯（Faunus），也被译作“福纳斯”，是罗马宗教中的荒野、畜牧之神，掌管动物。与西尔瓦努斯（Silvanus）类似，负责看护牧群，并使其多产。形象为人身羊足、头上长有羊角的魁梧男性。羅馬神話中半人半羊的精靈法翁（Faun）与其有关，被认为是他的追随者。罗马人将他等同于希腊人的自然之神“潘”。

## 節慶
一般在羅馬時期，會為該神舉辦法烏利亞節（Faunalia）分為兩個時間，2/13為神廟祭拜活動，12/5為農人們的盛大慶祝會，大家會在當天歌舞辦宴會，感謝農牧之神的庇佑。

## 伸延閱讀
- Noonan, J. D. . Classical Antiquity. 1993, 12 (1): 111–125. JSTOR 25010986. doi:10.2307/25010986. Accessed 3 Jan. 2023.